# Withego
Withego ein männlicher Vorname.

## Herkunft und Bedeutung
Withego ist eine Variante der Vornamens Witiko, der wiederum von Wito abgeleitet ist.

## Namensträger
- Withego von Furra (auch: Withego de Wuor; * vor 1250, † 1293), von 1266 bis 1293 Bischof von Meißen
- Withego II. von Colditz († 1342), von 1312 bis 1342 Bischof von Meißen
- Withego I. von Ostrau (auch Wittich(o); † 1348), von 1335 bis 1348 Bischof von Naumburg
- Withego II. Hildbrandi (auch Wittich(o); † 1381), 1372 Bischofelekt von Würzburg und von 1372 bis 1381 Bischof von Naumburg